# August Oberhauser
August Oberhauser (4 maart 1895 – datum van overlijden onbekend) was een Zwitsers voetballer, die speelde als verdediger.

## Clubcarrière
Oberhauser speelde gedurende zijn gehele carrière voor FC Nordstern uit Bazel.

## Interlandcarrière
Oberhauser kwam in totaal twintig keer (nul goals) uit voor het Zwitsers nationaal elftal in de periode 1924–1926. Onder leiding van de Engelse bondscoach Teddy Duckworth nam hij met zijn vaderland deel aan de Olympische Spelen 1924 in Parijs, waar de Zwitsers de zilveren medaille wonnen. In de finale verloor de ploeg met 3–0 van Uruguay, dat de revelatie van het toernooi werd.
| Logo van de Olympische Spelen | Goud | Zilver | Brons | Logo van de Olympische Spelen |
|                               | 0    | 1      | 0     |                               |